# 往来台湾通行证
往来台湾通行证，簡稱台湾通行证、陸胞證或大通證，前稱大陸居民往来臺湾通行證，為国家移民管理局（中华人民共和国出入境管理局）發給具有中华人民共和国中国大陸户籍的中国公民和暂住中國大陸的中华人民共和国护照持有人前往中華民國台灣地區的通行證件。
大陸居民因個人事務前往台灣地區定居、探親、探訪、處理婚喪、處理財產等私人事務。或者應邀前往台灣地區進行文化、經濟、體育、科技、學術活動（包括兩岸事務的訪談、會議、採訪事務）时，可申领往来台湾通行证。
從大陸地區出境前往台灣地區以及返回時需將此證件交由中华人民共和国出入境边防检查机关查驗。大陸居民在入出境中华民国台灣地區时需將中華民國內政部移民署發給的中華民國臺灣地區入出境許可證（俗稱“入台證”）和此证交由国境事务大队一并查驗。此外，持有往来台湾通行证可以在香港和澳门中转，可入境并最多停留7天。
在台湾地区，往来台湾通行证并非有效的身份证件，大陆居民如需证明身份须出示中華民國臺灣地區入出境許可證等中華民國政府签发的证件。
中国大陆居民经桃园机场当日转机且不入境的情况下，无需申领和使用入台证，仅需持有有效的国际旅行证件（如护照、旅行证、香港签证身份书等）。但是，持中华人民共和国护照的旅客若从中国大陆地区出发，除非从重庆、南昌或者昆明出发经台湾转机前往其他地区，仍需持有有效的往来台湾通行证及有效的签注（团队旅游除外），方可通过边检检查。

## 历史
由於國共內戰等因素，臺海兩岸中斷高層級官方交流，導致兩岸政治分隔60餘年。1987年後，臺灣和澎湖島嶼解除戒嚴令，重新開放中國大陸探親事務。 1987年10月15日，時任中華民國行政院院長俞國華在行政院院會正式宣布，開放台湾自由地区居民赴中國大陸探親。10月16日，經中華人民共和國國務院批准，公佈了《關於台灣同胞來祖國大陸探親旅遊接待辦法的通知》。
1988年11月，公安部出入境管理局启用往来台湾通行证作为大陆居民前往台湾的旅行证件。
1996年8月，公安部出入境管理局启用5年期有效大陆居民往来台湾通行证，大陆居民需持有效的大陆居民往来台湾通行证往来台湾。
2003年12月，中华人民共和国公安部出台方便大陆居民往来台湾地区管理的便利措施。一是进一步简化大陆居民申请赴台湾的手续。实行按需申领护照的地区，申请人可凭本人居民身份证、户口簿及“入台许可”申请办理大陆居民往来台湾通行证及前往台湾签注；二是放宽签发多次出入境签注的范围和有效期限，大陆居民申请前往台湾，公安机关最长可为其签发3年有效多次往来台湾签注；三是大陆居民在台湾期间取得台湾居民身份证件的，可自愿选择放弃大陆居民身份；四是取消大陆居民凭有效签注返回大陆限制。
2016年2月1日起，中共中央台湾工作办公室实行“陆客中转”试点政策。从重庆、南昌或者昆明出发经台湾转机前往其他地区的旅客无需申领此证，只需持有有效的中华人民共和国护照和目的国入境文件即可从机场出境。
2016年12月15日，公安部决定启用电子往来台湾通行证（或称卡式大通證）。新版通行证与此前启用的新版港澳居民来往内地通行证、往来港澳通行证和台湾居民来往大陆通行证一样，为参照国际民航组织DOC9303 TD-1标准设计制作的卡式旅行证件，内嵌非接触式集成电路芯片，采用多项物理防伪和数字安全技术。正面打印持证人个人资料以及证件签发管理訊息，背面打印前往台湾签注等訊息，并可由证件签发机关重复擦写，不再采取贴纸的方式。新证将对申请人采集或核验指纹，但对已经留存指纹訊息并符合边检机关规定条件的持证人，可以在出入境时使用自助查验通道办理出入境手续。2016年12月26日，福建省公安机关开始试点受理新版通行证的申请，同时停止受理现行本式往来台湾通行证的申请。其他地方公安机关将适时签发新版通行证。新版通行证启用后，仍然有效的现行本式往来台湾通行证及贴纸式前往台湾签注可以继续使用。持有有效现行本式往来台湾通行证的，可以继续申请贴纸式前往台湾签注，也可以申请换发新版通行证。公安部宣布自2017年4月24日，在全国范围内全面启用电子往来台湾通行证，同时停止原本式往来台湾通行证的申请。已经持有有效的本式往来台湾通行证且通行证仍在有效期内的，可以继续使用原通行证申请赴台签注并往来台湾。
2017年7月1日起，电子往来台湾通行证由每证100元降为每证80元，一次有效通行证由每证20元降为每证15元。大陆居民前往台湾签注收费标准，一次有效签注由每件20元降为每件15元，多次有效签注由每件100元降为每件80元。
2019年12月，中华人民共和国国家发展和改革委员会宣布自2020年1月1日起，往来台湾通行证收费标准由每证80元降为每证60元。
2022年5月，最后一批本式大通证有效期限截止，所有持本式大通证的大陆居民须换领2015版往来台湾通行证或一次有效往来台湾通行证往来台湾。
2024年4月28日，国家移民管理局公布，自5月6日起，北京、上海等20个试点城市16周岁以上户籍居民（国家工作人员和现役军人除外）换发补发往来台湾通行证可线上办理。

## 式样

### 电子卡式大通证
正面（個人資料）
与此前启用的新版港澳居民来往内地通行证、往来港澳通行证和台湾居民来往大陆通行证一样，卡式大通證正面的左侧為通行證持有者的照片，下面有缩微打印。通行证采用双色荧光防伪设计，在紫外线灯观察下可见紫色荧光长城和蓝绿色荧光山体。除此以外，通行證還包含以下資料內容：
- 通行證編號：「L」字開頭，後接8位阿拉伯數字，标注于证件正面右上方
- 姓名：分兩行同時注有中文姓名和姓名的漢語拼音
- 出生日期：以“YYYY.MM.DD”之形式記載
- 性別（男／女）
- 有效期限：以“YYYY.MM.DD（签发日期）-YYYY.MM.DD（失效日期）”之形式記載（发放给未满16周岁的人士的证件，有效期为5年；发放给年满16周岁的人士的证件，有效期为10年）
- 簽發机关：中华人民共和国出入境管理局（2019年6月1日前为公安部出入境管理局）
- 簽發地點：只記錄簽發所在省份（或自治区、直辖市）
- 证件机读码

背面（签注）
卡式大通證背面显示所办理的签注信息，采用热敏重印膜设计，其所包含的內容如下：
- 前往台湾签注：该栏显示签注种类、往返次数、有效期和备注等信息，同时该栏也添加了签注二维码。签注可重复擦写。
- 自助通关提示

### 本式大通證
本式大通證的設計和港澳通行證相似，稍有不同。
個人資料頁
與97-2版中華人民共和國護照一樣，在資料頁中，左側為通行證持有者的照片，照片下有一小條形碼，資料頁下方為含有可機讀識別碼的機讀區。通行證主要資料有一層防偽膜，防偽膜中有天安門和五星圖案，照片上還有CHINA字樣和牡丹的雷射防偽圖案，機讀區上有的雷射防偽文字。與護照不同的是，通行證的背景有個雙龍圖。除此以外，通行證還包含以下資料內容：
- 通行證編號：「T」字開頭，後接8位阿拉伯數字
- 姓名：分兩行同時注有中文姓名和姓名的漢語拼音
- 性別
- 出生日期：以“YYYY年MM月DD日”之形式記載
- 身份證號碼
- 有效期至：記載格式同出生日期（有效期为5年）
- 簽發地點：只記錄簽發省份（或自治区、直辖市）
- 簽發日期：記載格式同出生日期

與港澳通行證不同的是，在個人資料頁上一頁中有一句聲明。

### 一次有效大通证

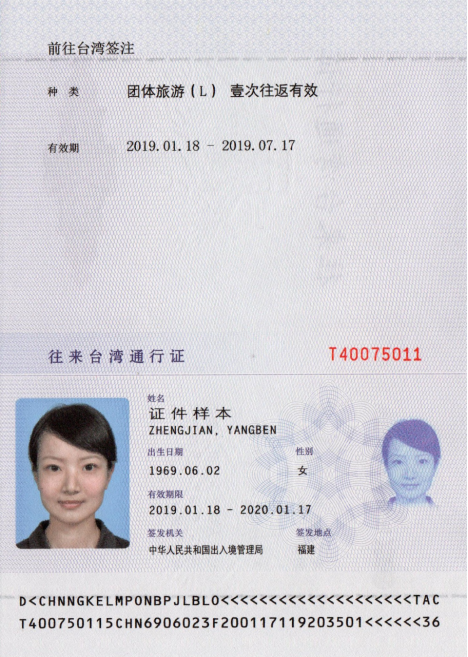
一次有效往来台湾通行证样式

一次有效大通证的设计基本承袭本式大通证。相比本式大通证，请求页取消改为签注页；资料页名称由“大陆居民往来台湾通行证”改为“往来台湾通行证”，取消登载身份证号码，并增加登载签发机关，右侧增加持证者照片缩微打印，并取消照片下方条形码。

### 编码规则
| 2015版大通证机读码顺序标识         | 2015版大通证机读码顺序标识 | 2015版大通证机读码顺序标识 | 2015版大通证机读码顺序标识       |
| 位数                               | 字段                       | 格式                       | 说明                             |
| ---------------------------------- | -------------------------- | -------------------------- | -------------------------------- |
| 1-2                                | 证件标识                   | CD                         | 表示2015版往来台湾通行证         |
| 3-11                               | 通行证号码                 | 前缀字母L，后接8位数字     | 与正面视读区证件号码一致         |
| 12                                 | 校验位                     | 1位数字                    | 3-11位校验码                     |
| 13                                 | 空位                       | <                          | 不適用                           |
| 14-19                              | 有效期                     | YYMMDD                     | 证件有效期截止日                 |
| 20                                 | 校验位                     | 1位数字                    | 14-19位校验码                    |
| 21                                 | 空位                       | <                          | 不適用                           |
| 22-27                              | 出生日期                   | YYMMDD                     | 持证人出生日期                   |
| 28                                 | 校验位                     | 1位数字                    | 22-27位校验码                    |
| 29                                 | 空位                       | <                          | 不適用                           |
| 30                                 | 校验位                     | 1位数字                    | 3-12位、14-20位、22-28位总校验码 |
| 注1：校验码采用ICAO Doc 9303标准； |                            |                            |                                  |

| 本式大通证机读码顺序标识（第一行） | 本式大通证机读码顺序标识（第一行） | 本式大通证机读码顺序标识（第一行） | 本式大通证机读码顺序标识（第一行）                 |
| 位数 | 字段                               | 格式                               | 说明                                               |
| --- | ---------------------------------- | ---------------------------------- | -------------------------------------------------- |
| 1-2 | 证件名称代码                       | D<                                 | 表示大陆居民往来台湾通行证或一次有效往来台湾通行证 |
| 3-5 | 签发国                             | CHN                                | 签发国为中国                                       |
| 6-41 | 中文姓名                           | 36位拉丁字母                       | 持证人姓名的GBK汉字内码字母转换                    |
| 42 | 证件种类                           | T                                  | 表示大陆居民往来台湾通行证或一次有效往来台湾通行证 |
| 43 | 姓名弃字数                         | 1位拉丁字母                        | 本行6-41位舍弃汉字数（A-Z对应0-25）                |
| 44 | 校验位                             | 1位拉丁字母                        | 本行6-41位校验码                                   |
| （第二行） |                                    |                                    |                                                    |
| 1-9 | 证件号码                           | T                                  | 表示大陆居民往来台湾通行证或一次有效往来台湾通行证 |
| 1-9 | 证件号码                           | 8位数字                            | 与资料页视读区证件号码一致                         |
| 10 | 校验位                             | 1位数字                            | 本行1-9位校验码                                    |
| 11-13 | 签发国                             | CHN                                | 签发国为中国                                       |
| 14-19 | 出生日期                           | YYMMDD                             | 持证人出生日期                                     |
| 20 | 校验位                             | 1位数字                            | 本行14-19位校验码                                  |
| 21 | 性别码                             | M或F                               | 男性为M，女性为F                                   |
| 22-27 | 有效期                             | YYMMDD                             | 证件有效期截止日                                   |
| 28 | 校验位                             | 1位数字                            | 本行22-27位校验码                                  |
| 29-30 | 出生世纪                           | 19或20                             | 出生年的前两位                                     |
| 31-32 | 有效期世纪                         | 19或20                             | 有效期截止年的前两位                               |
| 33-36 | 签发机关                           | 4位字母/数字                       | 通行证签发机关代码                                 |
| 37-42 | 空位                               | <<<<<<                             | 不適用                                             |
| 43 | 校验位                             | 1位数字                            | 本行29-42位校验码                                  |
| 44 | 总校验位                           | 1位数字                            | 本行1-10位、14-20位、22-43位总校验码               |
| 注1：校验码采用ICAO Doc 9303标准； 注2：GBK汉字内码16进制0-F对应转换为A-P 注3：超出9个汉字字符须舍弃，不足字符均以<补齐； 注4：签发机关代码为省级行政区划代码前4位，香港为HKGL，澳门为MACL |                                    |                                    |                                                    |

## 申领

### 证件申请
申请《往来台湾通行证》，应提交填写完整的《中国公民出入境证件申请表》。 提交正面免冠白底彩色近照2张，规格为33×48mm，要求电子版，如办理地区提供现场拍照则无需提供。
还应交验身份证件。交验申请人有效居民身份证（未满16周岁的除外）；部分人士还需户口簿原件，并提交复印件，按各地区规定执行。定居国外的中国公民来大陆后申请前往台湾，由暂住地的公安机关出入境管理部门受理。须交验本人有效的《中华人民共和国护照》或《中华人民共和国旅行证》、定居国外的证明，并提交复印件。如果是代办，则交验代办人居民身份证原件，并提交复印件。 
登记报备的国家工作人员申请前往台湾，须提交所在工作单位意见。持中共中央台办（国务院台办）“赴台批件”的人员申请前往台湾，无须提交所在工作单位意见。
应提交与申请事由相应的证明材料。应邀前往台湾的，提交中共中央台办（国务院台办）赴台批件原件，或经省、自治区、直辖市政府台办确认盖章的复印件。在非常住户口所在地申请的，提交工作证明，交验暂住证原件，并提交复印件。由组团单位代办的，代办人须提交单位介绍信。 
经中共中央台办（国务院台办）经济局审核立项前往台湾进行经贸交流活动的，提交中共中央台办（国务院台办）经济局关于应邀往来台湾立项批复原件。
申请补发证件的，须提交证件报失地公安机关出具的证明。换发证件的，须提交原持有的《大陆居民往来台湾通行证》。证件损毁的，提交证件损毁说明书。
2019年4月1日起，包括往来台湾通行证在内的中国内地居民出入境证件实行“全国通办”，即内地居民可在全国任一出入境管理窗口申请办理往来台湾通行证，在异地办理的条件和在申请人的户籍地办理一致。

### 证件制作
卡式《往来台湾通行证》每证60元人民幣；大陆居民往来台湾一次有效签注，每件15元；多次有效签注，每件80元。
公安机关办理《大陆居民往来台湾通行证》，一般情况下应在15个工作日内办结；如果是急件应在5个工作日内办结。对再次申请往来台湾签注的，一般情况下应在10个工作日内办结；如果是急件在5个工作日内办结，部分地区提供自助签注通道（仅限卡式大通证），符合使用条件者通过自助通道可即刻办结。

### 遗失处理
由于国家移民管理局在台湾地区没有设立分支机构，因此在台湾丢失往来通行证后无法直接补办，但可以尝试以下措施解决问题：
- 在台湾地区工作、学习、生活的大陆居民，所持大通证有遗失或逾期的，可以委托大陆亲友向原证件签发机关提交大通证(不含签注)换发、补发申请，如果遭遇困难，可联系海峡交流基金会协助；[16]
- 短期前往台湾（例如旅游、商务或探亲等）的旅客如果丢失往来台湾通行证，可以凭中华民国警察开具的报案回执向移民署补办入台证（如果入台证也一并丢失）。即将返回大陆时，当事人可凭报案回执和入台证向航空公司或航运公司办理登机/船手续，待承运人联系目的地口岸获得同意后允许当事人登机/船。抵达中国大陆口岸后，边检在查验当事人身份无误后允许入境，同时将丢失的通行证作废处理。[17]

## 出入境
持证人须取得对应目的的签注才能持证從中國大陸出境，中華民國政府依中華民國憲法及其他法令將中國大陸視為「大陸地區」而非「外國」，故中國大陸居民（不含港澳居民和經海外的大陸居民）亦無法持中華人民共和國護照入出境臺灣地區，而須持中華人民共和國公安部發行的「往來台灣通行證」和中華民國內政部移民署簽發的「中華民國臺灣地區入出境許可證」（俗稱「入臺證」）出入臺灣。

### 签注

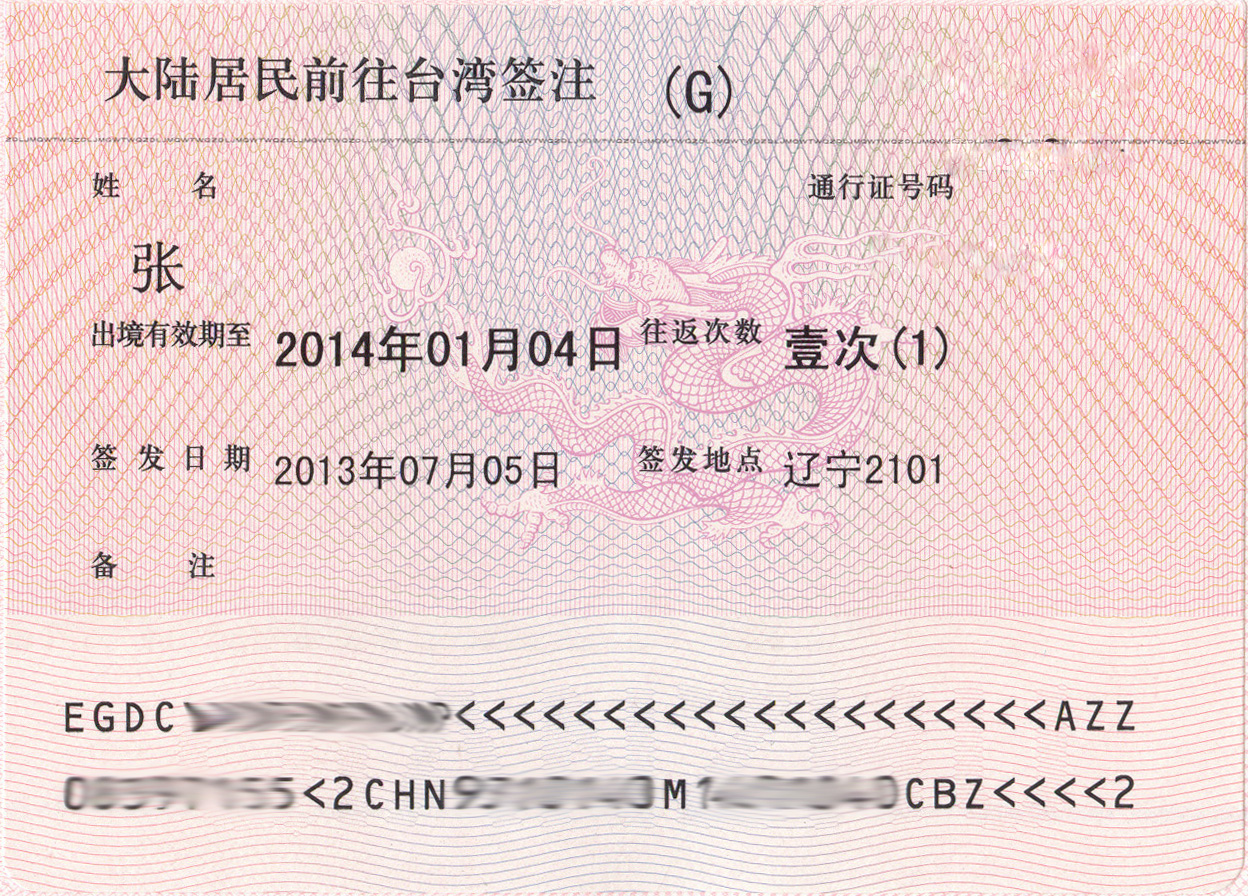
本式大陆居民往来台湾通行证上的G签注（已停止签发）

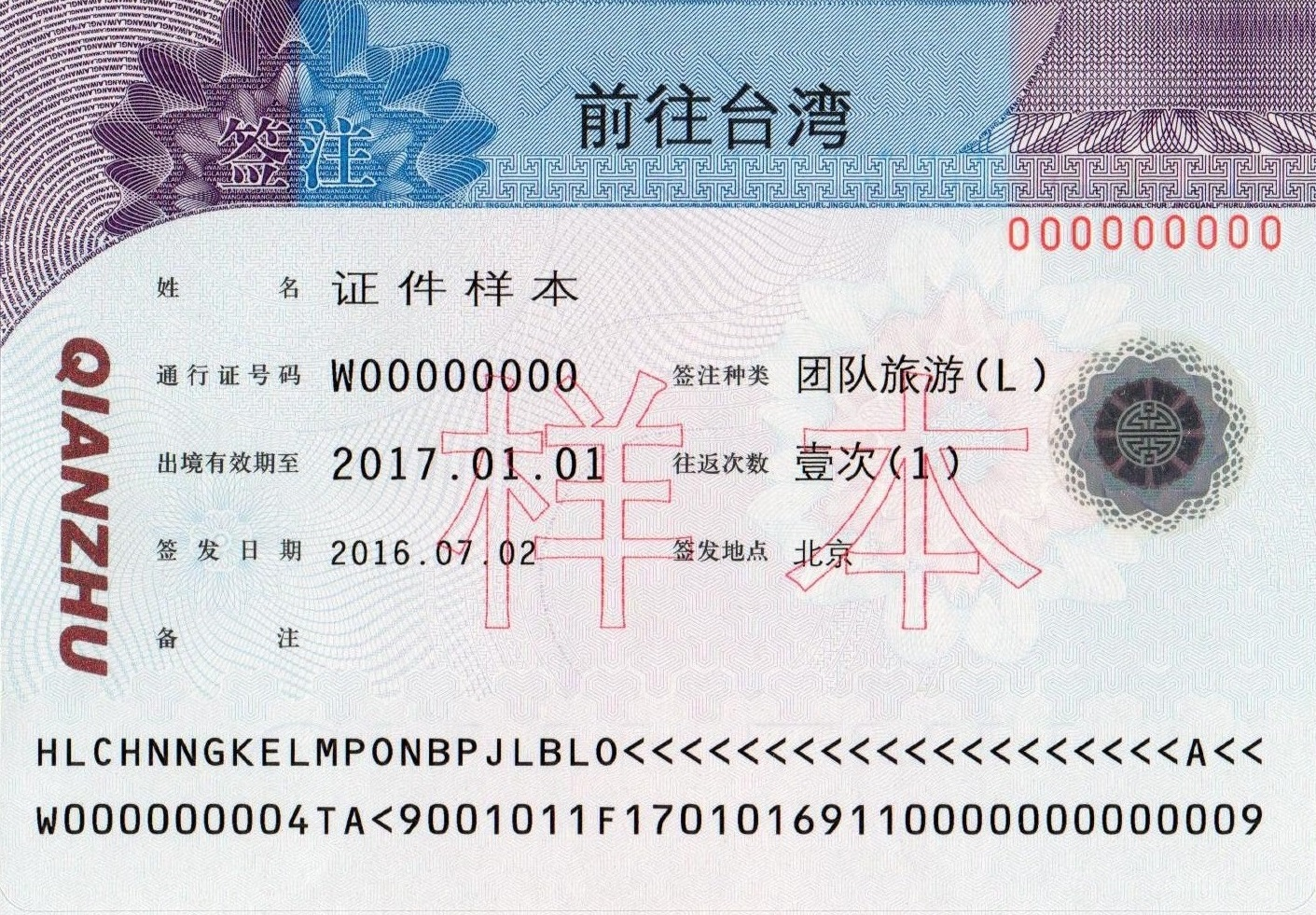
新版本式大陆居民往来台湾通行证上的L签注（已停止签发）

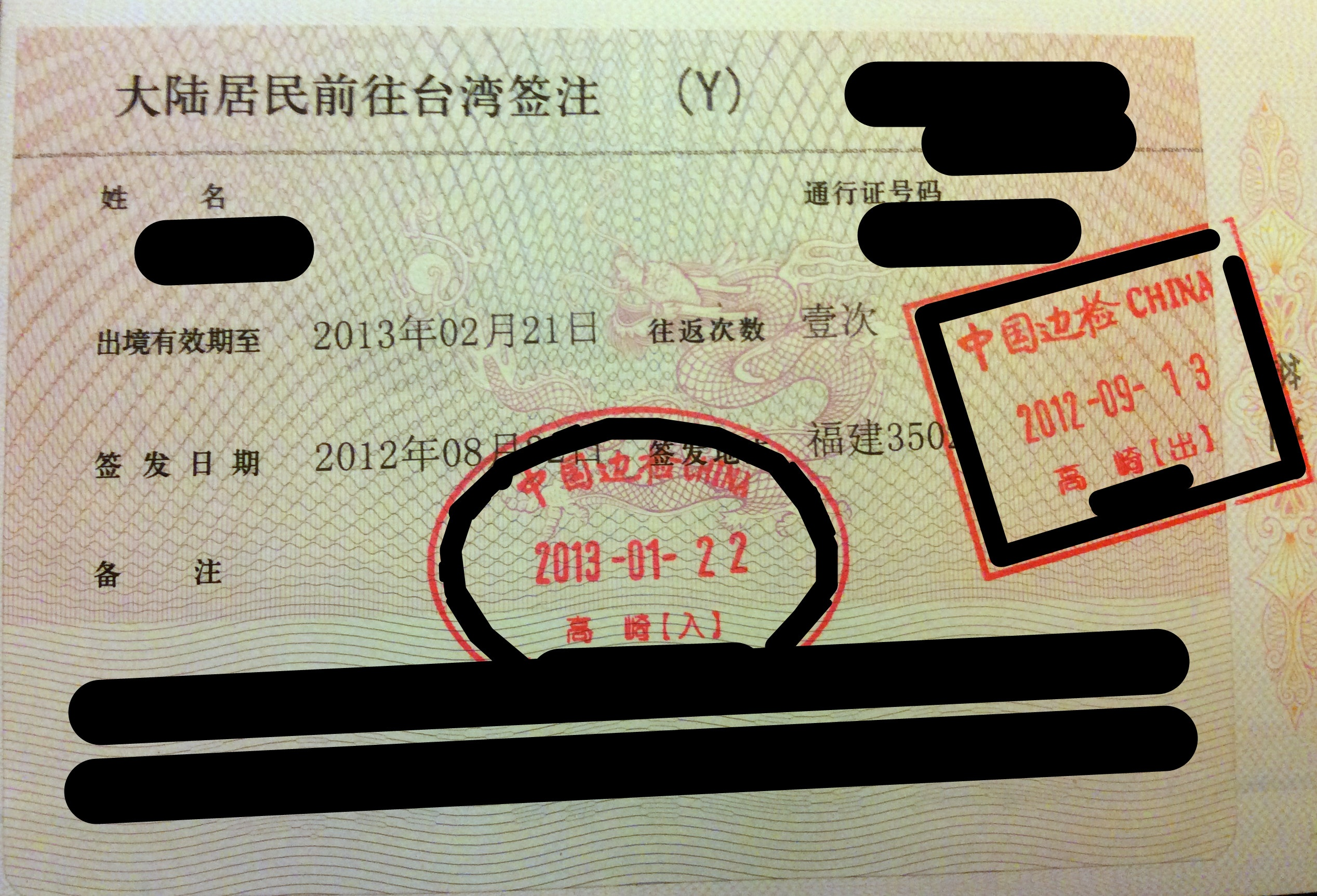
本式大陆居民往来台湾通行证上的Y签注及中國邊檢廈門高崎出入境章

#### 簽注類型
签注的英文字母表示汉字首字拼音，如G表示“个”。
- 指定地区（小三通）签注
  - 个人旅游（G）、团队旅游（L）（金门及马祖）：签发给福建省户籍和持有福建省居住证的居民，6个月一次有效、1年多次有效[註 1]，備註欄註限“直航赴金门、馬祖”，2024年8月22日起，恢复办理福建居民赴马祖旅游签注[18]，2024年9月27日起，恢复办理福建居民赴金门旅游签注[19][20]。
- 探亲（T）：可用于探亲、团聚、探病，6个月一次有效、3年多次有效
- 学习（X）：有效期与学制相应的多次有效签注
- 定居（D）：6个月一次有效
- 乘务（C）：签发给执行两岸直航航运任务的乘务人员，1年多次有效
- 商务（F）：持中共中央台办（国务院台办）“应邀赴台立项批复”赴台进行经贸、交流活动，6个月一次有效、1年、2年、3年多次有效
- 应邀赴台（Y）：持中共中央台办（国务院台办）“赴台批件”赴台进行经济、文化、科技、体育、学术等交流活动，或者参加会议、进行两岸事务性商谈、采访，6个月一次有效、1年、2年、3年多次有效
- 其他（Q）：可用于访友、接受和处理财产、处理婚丧事宜、诉讼等私人事务，赴台就医或陪护，对台近海渔工派遣劳务等事务，6个月一次有效

已经停止（暂停）簽發的签注种类：
- 居留、依亲、返乡（J）：3年多次有效；2016年更名为探亲（T）签注，该签注停止签发[21]
- 个人旅游（G）：6个月一次有效；由于2019年8月1日起台湾个人游暂停实施，该签注暂停簽發至今[22]
  - 个人旅游（G）（小三通）：6个月一次有效，仅限从中国大陆直航前往金马澎地区。由于2019冠状病毒病疫情，2020年1月起大陆居民赴台旅游全面暂停，该签注暂停签发至今
- 团队旅游（L）：3个月一次有效、一年多次有效；由于2019冠状病毒病疫情，2020年1月起大陆居民赴台旅游全面暂停，该签注暂停签发至今

### 自助出入境检查

#### 中國大陸
持有《往来台湾通行证》的持证人，如已采集指纹并办妥有效签注（团队旅游（L）签注除外），可在边检使用快捷通道出入境。

## 外部鏈接
- 大陆居民往来台湾通行证和签注签发服务指南 （页面存档备份，存于） 国家移民管理局政务服务平台

## 备注
1. ↑  发给旅游从业者